# (1428) Mombasa
(1428) Mombasa est un astéroïde de la ceinture principale découvert le 5 juillet 1937 à Johannesbourg (UO) par l'astronome sud-africain Cyril V. Jackson.

## Historique
Sa désignation provisoire, lors de sa découverte le 5 juillet 1937, était 1937 NO.

## Nom
(1428) Mombasa fut nommé d'après la ville portuaire de Mombasa, située sur l'océan Indien. C'est la deuxième plus grande agglomération du Kenya en termes de population, et son histoire fut riche et très mouvementée, sa fondation remonterait aux environs de l'an 900 apr. J.-C.. La citation de nommage référente indique ainsi :

« Nom du principal port d’Afrique de l’Est qui possède également des relations historiques anciennes. »

— Minor Planet Circular 909